# Нильский (посёлок)
Ни́льский — посёлок в Катав-Ивановском районе Челябинской области России. Входит в Катав-Ивановское городское поселение.

## География
Расположен между реками Холодный Ключ и Тёплый Ключ. Расстояние до центра городского поселения города Катав-Ивановска 15 км.

## Население
| 2002 | 2010 |
| ---- | ---- |
| 5    | ↘0   |

Гендерный состав
По данным Всероссийской переписи, в 2010 году посёлок не имел постоянного населения.

## Улицы
В настоящее время в посёлке улицы отсутствуют.